# Come Back to Me (chanson de Janet Jackson)
Pour les articles homonymes, voir Come Back to Me.
Singles de Janet Jackson
Alright
(1990) Black Cat
(1990)
Come Back to Me est une chanson de l'artiste américaine Janet Jackson, issue de son quatrième album, Janet Jackson's Rhythm Nation 1814 et sortie en single le 18 juin 1990 sous le label A&M Records.

## Succès
Cette chanson est une ballade RnB et Pop. Il s'agit de sa 2e ballade à sortir en single après Let's Wait Awhile.
La chanson est le 5e extrait de l'album. La chanson devient le 5e single de l'album à atteindre le top 5 aux US, atteignant la 2e position du Billboard Hot 100 (derrière Vision of Love de Mariah Carey). La chanson atteint également la 3e position au Canada. Cependant, ailleurs le single ne sera qu'un succès mineur dans le reste du monde. 

## Vidéo clip
Le vidéoclip a été dirigé par Dominic Sena et tourné à Paris. Le vidéoclip met au premier plan Janet qui quitte son amant dans la vidéo et se rappelle des bons moments passés ensemble. Celui qui joue le rôle de l'amant n'est autre que René Elizondo jr., qui deviendra son mari par la suite.

## Classement par pays
| Classement (1990)               | Meilleure position |
| ------------------------------- | ------------------ |
| Canada (RPM)                    | 3                  |
| Irlande (IRMA)                  | 21                 |
| Royaume-Uni (UK Singles Chart)  | 20                 |
| États-Unis (Hot 100)            | 2                  |
| États-Unis (R&B/Hip-Hop Songs)  | 2                  |
| États-Unis (Adult Contemporary) | 1                  |